# NGC 1261
NGC 1261 (nota anche come C 87) è un ammasso globulare nella costellazione dell'Orologio.
Si tratta di un ammasso globulare compatto e brillante, di magnitudine apparente 8,3 visibile già con un telescopio da 80mm di apertura. La sua declinazione fa sì che possa essere osservato agevolmente solo a sud della fascia temperata boreale. Dista oltre 50 000 anni luce da noi.
Fu scoperto dall'astronomo James Dunlop il 24 novembre 1826.

### Opere generali
- (EN) Stephen James O'Meara, Deep Sky Companions: The Caldwell Objects, Cambridge University Press, 2003, ISBN 0-521-55332-6.

### Carte celesti
- Tirion, Rappaport, Lovi, Uranometria 2000.0 - Volume II - The Southern Hemisphere to +6°, Richmond, Virginia, USA, Willmann-Bell, inc., 1987, ISBN 0-943396-15-8.
- Tirion, Sinnott, Sky Atlas 2000.0, 2ª ed., Cambridge, USA, Cambridge University Press, 1998, ISBN 0-933346-90-5.